# Passer hispaniolensis

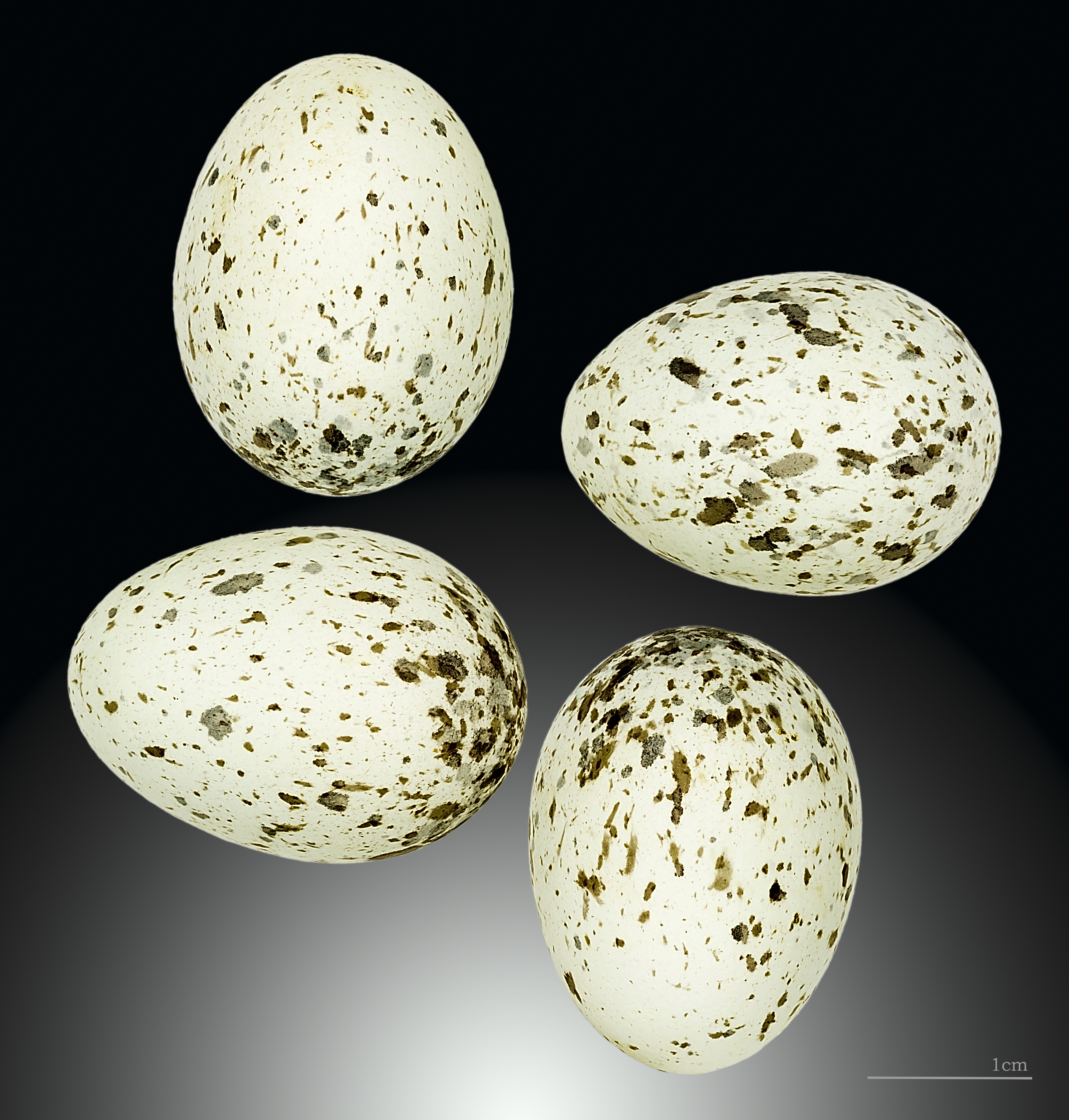
Passer hispaniolensis

Passer hispaniolensis là một loài chim trong họ Passeridae.